# فرناندو ديل باسو
فرناندو ديل باسو مورانتي (1 أبريل 1935 - 14 نوفمبر 2018)، هو روائي وكاتب مقالات وشاعر مكسيكي. حاز على جائزة ثيربانتس عام 2015 وهي أرقى الجوائز الأدبية الأسبانية عن روايته "القتل"

## حياته
وُلِد ديل باسو في مدينة مكسيكو ودرس الاقتصاد في جامعة المكسيك الوطنية المستقلة. عاش في لندن لمدة 14 عامًا، حيث عمل في هيئة الإذاعة البريطانية. وفي فرنسا حيث عمل في راديو فرنسا الدولي وشغل لفترة وجيزة منصب القنصل العام للمكسيك.

## الجوائز
- جائزة Xavier Villaurrutia ، 1966
- جائزة رومولو جاليجوس ، 1982
- جائزة الأدب FIL، 2007
- جائزة ألفونسو رييس الدولية، 2013
- جائزة ميغيل دي سيرفانتس، 2015

## روابط خارجية
- فرناندو ديل باسو ( إل كوليجيو ناسيونال )
- مكتبة فرناندو ديل باسو والمركز الإعلامي